# Германия на зимних Олимпийских играх 1992
На Зимних Олимпийских играх 1992 года Германия впервые после объединения ГДР и ФРГ выступала единой командой. Страну представляло 111 человек (75 мужчин, 36 женщин), выступавших в 11 видах спорта. Они завоевали 10 золотых, 10 серебряных и 6 бронзовых медалей, что вывело германскую сборную на 1-е место в неофициальном командном зачёте.

## Медалисты
| Медаль  | Спортсмен                                               | Вид спорта         | Дисциплина                             |
| ------- | ------------------------------------------------------- | ------------------ | -------------------------------------- |
| Золото  | Марк Кирхнер                                            | Биатлон            | Мужчины, спринт                        |
| Золото  | Антье Мисерски                                          | Биатлон            | Женщины, индивидуальная гонка на 15 км |
| Золото  | Рикко Гросс Марк Кирхнер Йенс Штайниген Фриц Фишер      | Биатлон            | Мужчины, эстафета 4 x 7,5 км           |
| Золото  | Георг Хакль                                             | Санный спорт       | Мужчины, одиночки                      |
| Золото  | Штефан Крауссе Ян Берендт                               | Санный спорт       | Мужчины, двойки                        |
| Золото  | Уве-Йенс Май                                            | Конькобежный спорт | Мужчины, 500 м                         |
| Золото  | Олаф Цинке                                              | Конькобежный спорт | Мужчины, 1000 м                        |
| Золото  | Жаклин Бёрнер                                           | Конькобежный спорт | Женщины, 1500 м                        |
| Золото  | Гунда Ниманн                                            | Конькобежный спорт | Женщины, 3000 м                        |
| Золото  | Гунда Ниманн                                            | Конькобежный спорт | Женщины, 5000 м                        |
| Серебро | Марк Кирхнер                                            | Биатлон            | Мужчины, индивидуальная гонка на 20 км |
| Серебро | Рико Гросс                                              | Биатлон            | Мужчины, спринт                        |
| Серебро | Антье Мисерски                                          | Биатлон            | Женщины, спринт                        |
| Серебро | Антье Мисерски Уши Дизль Петра Беле                     | Биатлон            | Женщины, эстафета 3 x 7,5 км           |
| Серебро | Руди Лохнер Маркус Циммерман                            | Бобслей            | Мужчины, двойки                        |
| Серебро | Вольфганг Хоппе Богдан Музиоль Аксель Кюн Рене Ханнемен | Бобслей            | Мужчины, четвёрки                      |
| Серебро | Ивес Манкель Томас Рудольф                              | Санный спорт       | Мужчины, двойки                        |
| Серебро | Гунда Ниманн                                            | Конькобежный спорт | Женщины, 1500 м                        |
| Серебро | Хайке Варнике                                           | Конькобежный спорт | Женщины, 3000 м                        |
| Серебро | Хайке Варнике                                           | Конькобежный спорт | Женщины, 5000 м                        |
| Бронза  | Катя Зайцингер                                          | Горнолыжный спорт  | Женщины, супергигант                   |
| Бронза  | Кристоф Ланген Гюнтер Эгер                              | Бобслей            | Мужчины, двойки                        |
| Бронза  | Зузи Эрдман                                             | Санный спорт       | Женщины, одиночки                      |
| Бронза  | Криста Лудинг                                           | Конькобежный спорт | Женщины, 500 м                         |
| Бронза  | Моника Гарбрехт                                         | Конькобежный спорт | Женщины, 1000 м                        |
| Бронза  | Клаудия Пехштайн                                        | Конькобежный спорт | Женщины, 5000 м                        |